# Armand Preud'homme
Armand Rozaire Joseph Preud'homme (Peer, 21 februari 1904 - Brasschaat, 7 februari 1986) was een Belgisch componist, organist, en ereburger van de gemeenten Peer, Geel, Kampenhout, Kasterlee en Zichem. Hij was tevens erelid van de Nationalistische Studentenvereniging.

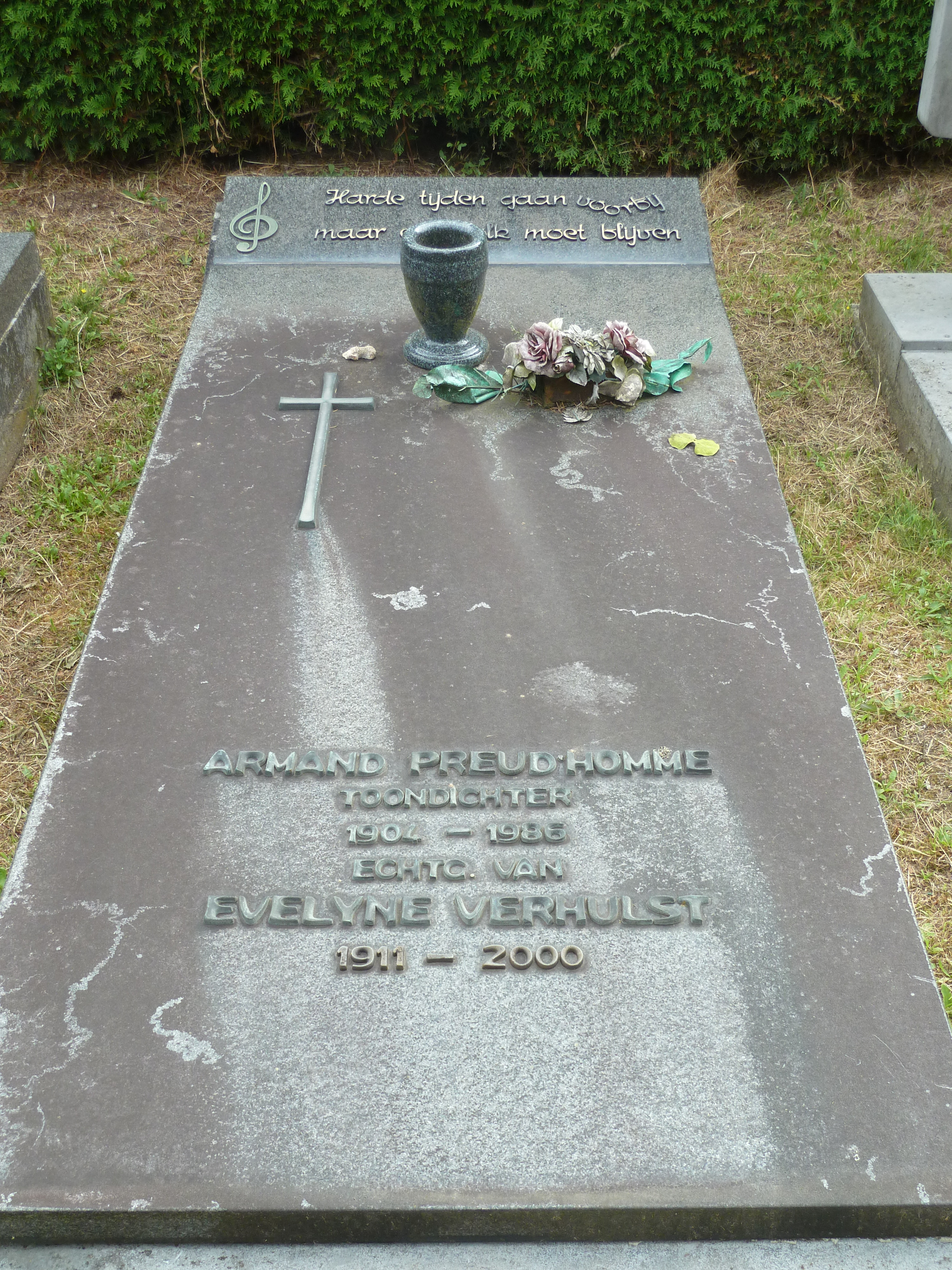
Graf op 't Schoonselhof te Antwerpen

## Levensloop
Preud'homme werd geboren in Peer (Limburg) als zoon, de jongste van vijf kinderen, van het schoolhoofd van de plaatselijke jongensschool Gerard Joseph Preud'homme en Maria Anna Van Roy. Zijn geboortehuis aan de Kloosterstraat 37 werd in 1990 met medewerking van de gemeente Peer ingericht als het Armand Preud'homme Museum.
De liefde voor de muziek werd door vader Preud'homme, tevens de organist van de plaatselijke parochiekerk, aan zijn zoon doorgegeven. Ook van zijn oudste zuster kreeg hij muzieklessen.
Al op 9-jarige leeftijd verving Armand zijn vader aan het orgel en toen hij 13 was schreef hij zijn eerste lied.
Armand Preud'homme werd na het beëindigen van het secundair onderwijs ingeschreven in de regentenschool van Sint-Truiden. Deze studies konden hem echter niet bekoren en in de plaats daarvan schreef hij zich in in de orgelschool van Hasselt bij Arthur Meulemans en daaropvolgend in het Lemmensinstituut bij Jules Van Nuffel, Marinus De Jong en Flor Peeters, een conservatorium toen nog gelegen in Mechelen. In 1928 gradueerde hij in dit instituut en werd hij vervolgens organist aan de Sint-Amanduskerk in Geel.
In Geel kwam Armand in contact met een operettegezelschap dat de zware operettes die het wilde opvoeren niet aankon. Daarop componeerde Armand enkele lichtere dingen voor hen: voor en door het volk. Stilaan begon hij ook meer liederen te schrijven. Net voor de Tweede Wereldoorlog componeerde hij de bekende Vlaamse werkjes Voor Outer en Heerd en Kempenland, die tijdens de oorlog graag als marsliedjes werden gezongen.
Zijn eerste operette heette Het leven bloeit open. Zij werd 22 keer opgevoerd. Ze handelde over een jongen van het platteland die naar de stad trekt om er muziek te studeren. Hij keert terug naar zijn dorp, komt er in contact met een rijke juffrouw die op hem verliefd wordt, maar hij kiest uiteindelijk een volksmeisje.
In de Geelse periode schreef hij onder meer nog De helden van het land en Het schoothondje van mevrouw Pips. Van 1943 tot 1945 was hij bestuurder van een muziekschool in Mortsel. Preud'homme was ook dirigent van de Vlaamse harmonie Geel.
Kort na de Tweede Wereldoorlog werd Preud'homme beschuldigd van fascistische sympathieën vanwege de twee eerste lijnen in het muziekstuk Kempenland:
Kempenland, aan de Dietsche kroon
wonderfrisse perel
Hij werd hiervoor veroordeeld tot een gevangenisstraf van één jaar, maar werd in 1949 vrijgesproken door het Hof van beroep. Hij had de grootste moeite ergens werk te vinden. Iedereen herinnerde zich Preud'homme als die componist van Kempenland, aan de Dietsche kroon. Van dit moment deed hij zowat van alles om aan de kost te komen: kippen kweken, wasmachines verkopen en zijn broer helpen met uitvindingen. In 1947 keerde hij terug naar Antwerpen en na een kortstondige baan bij het Vlaams Ekonomisch Verbond was hij verplicht te gaan stempelen.
Met de gebroeders Renaat Veremans en Maurits Veremans en met Mark Liebrecht vormde hij een trouw dopklubje waar over weinig andere dingen dan muziek werd gesproken. Rond die periode ontstond de operette Op de purperen hei, die later meer dan 500 keer zou opgevoerd worden.
In het restaurant "Bristol" aan de Frankrijklei te Antwerpen werd Preud'homme in het begin van de jaren 50 aangeworven om hammondorgel te spelen. De socialisten waren er goed thuis en als Camille Huysmans langs kwam speelde Preud'homme voor hem muziek van Peter Benoit. Maar in 1957 woedde de schoolstrijd en Preud'hommes lied Voor Outer en Heerd werd door de betogende katholieken als strijdlied op straat gezongen. De socialisten dachten dat Preud'homme het speciaal voor de gelegenheid had gecomponeerd en hoewel hij het tegendeel kon bewijzen, werd hij in de "Bristol" aan de deur gezet.
In 1957 vond Preud'homme eindelijk weer een vaste betrekking als muziekleraar aan het Technisch Instituut van de Ursulinen te Hasselt en hij bleef in deze functie tot 1968. Intussen bleef hij verder tientallen liedjes componeren, die tussen kunstlied en chanson in liggen.
Intussen werd de componist ook voordrachtgever. Met een zelfgevormd trio, waarvan zijn vrouw Eveline Verhulst uit Geel, deel uitmaakte en dat de naam kreeg "Trio Op de purperen hei" trok hij Vlaanderen rond voor muzikale avonden. Violiste Eveline Verhulst (1911-2000) met wie hij in 1931 trouwde was een achternicht van Constant Verhulst, de componist van "Te Lourdes op de bergen". Eveline kreeg samen met haar zusjes privémuziekles van Preud’homme.
Op 12 januari 1968 ontving hij van Koning Boudewijn I van België de Gouden medaille van de Kroonorde. Kort daarop werd hij, samen met Willem De Meyer, op culturele zending gestuurd naar Zuid-Afrika, waar hij vaststelde dat zijn liederen er meer werden gezongen dan in België. Preud'homme dirigeerde op verschillende Vlaams-nationale manifestaties en schreef ook een Amnestiemis. Ter gelegenheid van de viering van het 600-jarig bestaan van de stad Peer toondichtte hij de operette Bengel, op een libretto van Tine Van Rompuy-Janssens.
Op 31 mei 1981 werd zijn standbeeld, gemaakt door de beeldhouwer Jan van de Brande in Hasselt onthuld. Kort daarna werd een bomaanslag op het beeld gepleegd. Ter gelegenheid van zijn 75ste verjaardag werd zijn (geromanceerde) biografie geschreven Op de heide waait de wind door journalist René Melis. In 2005 eindigde hij op nr. 195 in de Vlaamse versie van de De Grootste Belg.
Hij schreef in zijn leven ongeveer 450 liederen.
Het echtpaar ligt begraven op Schoonselhof. Peer en Edegem kennen een Armand Preud'hommeplein; meerdere plaatsen in België kennen een Armand Preud'hommestraat.

## Composities (uittreksel)

### Werken voor harmonie- en fanfareorkest
- A Christmas Trilogy (Een kerst trilogie)

### Missen en gewijde muziek
- Amnestiemis
- Missa de Angelis, voor twee stemmen
- 2 Paasmissen

### Muziektheater

#### Operettes
| Voltooid in | titel                                                                 | aktes | première                                              | libretto                                               |
| ----------- | --------------------------------------------------------------------- | ----- | ----------------------------------------------------- | ------------------------------------------------------ |
| 1941        | Op de purperen heide                                                  |       | 22 oktober 1968, Antwerpen, Koninklijke Vlaamse Opera | Eugeen De Ridder                                       |
| 1967        | Bengel                                                                |       |                                                       |                                                        |
| 1970        | "'t schoothondje van mevrouw Pips" (Die Skoothondjie van Mevrou Pips) |       |                                                       | Dr. Aloïs Verwaest, Afrikaanse vertaling: Sita de Kock |
|             | De helden van het land                                                |       |                                                       | Dr. Aloïs Verwaest                                     |
|             | Het leven bloeit open                                                 |       |                                                       | Dr. Aloïs Verwaest                                     |
|             | Mijn heerlijk Kempenland                                              |       |                                                       | Eugeen De Ridder                                       |
|             | "'n Zoen valt uit de hemel"                                           |       |                                                       | Eugeen De Ridder                                       |
|             | Rineke                                                                |       |                                                       | Eugeen De Ridder                                       |

### Vocale werken
- 1938 - Kempenland - tekst: Jozef Simons.[3]
- 1941 - Susa Ninna; Zoet kind, een kerstlied vertaald in 18 talen - tekst: Jozef Simons
- Als de brem bloeit
- Broertje
- Dag, lieve Juffrouw Lente
- Daglied - tekst: Renaat Van Daele
- Dank
- De beeklok
- De Bremer muzikanten
- De duinen - tekst: Lambrecht Lambrechts
- De heide bloeit
- De Krekeltjes
- De landsknechttrommen dreunen - tekst: Bert Peleman
- De Poppenstoet - tekst: Eugeen De Ridder
- De slag om het Gravensteen - tekst: Eugeen De Ridder
- De wind
- Ganzenfamilie
- Goede morgen nieuwe dag
- Haspengouw
- Heimwee doet ons hart verlangen - tekst: Jozef Simons
- Herinnering
- Karlientjie Knip
- Kempen, o land
- Kempenvolk
- Kerstnacht die schone - tekst Eugeen De Ridder
- Klein wiegelied
- Laat ons, liefste, samen varen - tekst: Bert Peleman
- Mestreech is neet breid,mer Mestreech dat is laank - tekst: Johan Pletzers
- M'n zoetlief was een weverkijn - tekst: Tijl van Brabant
- "'n heerlijk wondersprokje"
- Naar wat de dennen fluisteren - tekst: Jozef Simons
- Nele M'n Lief, lied - tekst: Wilfried De Langhe
- O, mijn Kempen - tekst: Eugeen De Ridder
- Ons dorpke
- Op de purp'ren hei - tekst: Eugeen De Ridder
- Op ieder huisje
- Pajottenlied, voor tweestemmig vrouwenkoor en toetseninstrument - tekst: Alice van Meirvenne
- Poppe Mie
- Roosmarijntje - tekst: Bert Peleman
- Schoon Scheldeland
- Sikkebaard
- Soveel groete stuur ek jou
- Suske en Wiske
- "'t Soete Waeslant", voor tweestemmig vrouwenkoor en toetseninstrument - tekst: Alice van Meirvenne
- Van een ouwe koffiekan
- Voor altijd en een dag
- Voor Outer en Heerd, lied - tekst: Jozef Simons
- Zondag zonder jou
- O fiere Hasselt-stede - tekst Herman Jessers
- Verzoeningslied Amnestie - tekst ZEH Fr Meertens

#### Zuid-Afrikaanse liedjes
Hij schreef een veertigtal Zuid-Afrikaanse liedjes, waaronder:
- Waar die kop van Tafelberg
- Die lied van die ou meule (een zangspel in 3 bedrijven) - tekst: Sita de Kock

### Werken voor orgel
- Nieuwjaarsmars